# توماس جريفز
توماس جريفز (1612 - 1676 م) هو مستشرق، إنكليزي.
شقيق جون جريفز. تخرج من أكسفورد حيث درس بها العربية والفارسية، وعين بها باحثا للغة العربية سنة 1637 م. شارك في إعداد ترجمة التوراة لعدة لغات (لندن، 1657 م) والتي كان يشرف عليها الأسقف والتون.

## آثاره
من آثاره: فائدة اللغة العربية وأهميتها (أكسفورد، 1639 م).